# Młyńsk (województwo pomorskie)
Młyńsk – wieś kociewska w Polsce, położona w województwie pomorskim, w powiecie starogardzkim, w gminie Kaliska w kompleksie Borów Tucholskich. W skład wsi Młyńsk wchodzą grunty kilku gospodarstw rolnych oraz w przeważającej części, tereny zabudowy letniskowej. Wieś stanowi część składową sołectwa Iwiczno.
W latach 1975–1998 miejscowość położona była w województwie gdańskim.